# Vanillin
Vanillin (systematisk navn 4-hydroxy-3-methoxybenzaldehyd) er en organisk forbindelse med molekylformlen C8H8O3. Det er det vigtigste aromastof i vaniljeplantens (Vanilla planifolia) frugter. Kemisk er vanillin et derivat af benzaldehyd med en hydroxylgruppe og en ætergruppe.
Vanillin kan fremstilles syntetisk ud fra bl.a. lignin (som er et restprodukt fra papirproduktion), eugenol eller guaiacol. Syntetisk vanillin fremstilles nu til dags primært ud fra lignin eller guaiacol. Da syntetisk vanillin er meget billigere end ægte vanilje, benyttes det ofte til at give vaniljesmag i fødevarer, f.eks. flødeis og chokolade. Syntetisk vanillin fremstillet ud fra lignin har angiveligt en rigere smag end vanillin fremstillet fra guaiacol; forskellen beror på tilstedeværelsen af acetovanillon, som forekommer i små mængder i syntetisk vanillin fra lignin. Ifølge et studium fra 1997 var det dog ikke muligt for en blindtestgruppe at skelne smagen af de to typer syntetisk vanillin fra hinanden; gruppen kunne imidlertid godt skelne mellem duftene.